# Flora (Titiaan)
Flora is een schilderij van de Italiaanse kunstschilder Titiaan, geschilderd rond 1515 of kort daarna, olieverf op linnen, 79,7 x 63,5 centimeter groot. Het toont een jonge vrouw op halve lengte, met bloemen in haar rechterhand. Het schilderij bevindt zich in de collectie van het Uffizi te Florence.

## Historie
Rond 1515 schilderde Titiaan een hele serie vrouwportretten in een vergelijkbare stijl, waarvan Vrouw met de spiegel, Vanitas en Flora het meest bekend zijn. Deze portretten waren in het zestiende-eeuwse Italië erg populair en werden veelvuldig gekopieerd, met name ook als gravure. Flora verdween aan het einde van de zestiende eeuw echter uit Italië en belandde na diverse transacties via Wenen en Brussel in de jaren 1630 in Amsterdam, deel uitmakend van de privécollectie van Alfonso Lopez, de Spaanse ambassadeur in de Nederlanden. Rond deze tijd moet ook de titel Flora aan het schilderij gekoppeld zijn, waarschijnlijk door toedoen van kunsthistoricus-schilder Joachim von Sandrart, die betrokken was bij de koop ervan door Lopez. Te Amsterdam kwam het schilderij ook Rembrandt van Rijn onder ogen, die er erg van onder de indruk was. Het inspireerde hem tot diverse eigen portretten met Flora als onderwerp.
Later in de zeventiende eeuw belandde Flora in het Kunsthistorisches Museum Wien en in 1793 maakte het deel uit van een uitgebreide kunstruil met het Uffizi te Florence, waarbij het Weense museum onder ander werken van Dürer, Giorgione en enkele Hollandse meesters in haar bezit kreeg. Flora geldt sedert die tijd als een van de topstukken van het Florentijnse museum.

## Thema
Wie model heeft gestaan voor Flora is nooit echt vastgesteld. Gesuggereerd is wel dat het Titiaans maîtresse Cecilia zou zijn geweest, met wie hij in 1525 trouwde om hun kinderen te legaliseren. Deze stelling is echter omstreden en nooit aangetoond. Het model komt ook in andere van zijn werken terug, zoals in zijn Heilige en profane liefde (1514), Vrouw met de spiegel (1514) en Vanitas (1515).
|                                                                                                  |  |  |
| Twee werken uit dezelfde periode, hetzelfde model. Links: Vanitas. Rechts: Vrouw met de spiegel. |  |  |

Titiaan portretteerde zijn model met bloemen in de rechterhand, hetgeen uiteindelijk de later verleende titel Flora in de hand zal hebben gewerkt. Flora is de oud-Griekse godin van de lente, bloemen en de vruchtbaarheid. Of Titiaan het zelf ooit zo bedoeld heeft is echter zeer de vraag. Flora was bijvoorbeeld ook een gevierd courtisane in de klassieke oudheid, hetgeen een link zou kunnen vormen naar zijn Cecilia. Ook zou het kunnen gaan om een allegorische voorstelling van het huwelijk (de schaarvormig opengehouden vingers zouden een symbool zijn voor het verlies van de maagdelijkheid).
Los van de eventuele betekenis blijft Flora een voor die tijd uitzonderlijk realistisch weergegeven portret en een lofzang op de schoonheid van het vrouwelijke. De nadrukkelijk poserende houding van het model is daarbij onmiskenbaar. De jonge vrouw schikt zich gewillig in haar rol. Gehoorzaam houdt ze de bloemen in haar ene hand en de omgeslagen cape in de andere. Haar licht draaiende houding en de afgewende blik verlenen het werk bewust iets dynamisch en sensueels, maar tegelijkertijd hangt en een zweem van kuisheid om het model. De ontblote delen van haar lichaam lijken wel van marmer, waarmee Titiaan duidelijk de beeldhouwkunst naar de kroon probeert te steken.
De gestalte van de vrouw herinnert aan klassieke beelden. Haar hemd valt als het dure gewaad van een Romeinse godin neer vanaf haar schouders. Titiaans vriend Pietro Aretino beschreef de tint die de kunstenaar aan de zijdeachtige huid meegaf als "sneeuw met veegjes vermiljoen": het lijkt wel alsof er daadwerkelijk bloed door de buste stroomt. Het portret is kenmerkend voor de wijze waarop Titiaan de klassieke oudheid opnam en veranderde, niet met ontzag of wedijver, maar met een intieme tederheid, door haar te verzachten met kleur en licht.